# Уртадо, Сара
Сара Уртадо Мартин (исп. Sara Hurtado Martin; род. 3 ноября 1992 года в Мадриде, Испания) — испанская фигуристка, выступающая в танцах на льду. С партнёром Адрией Диасом они — первые в истории испанские фигуристы, принявшие участие в соревнованиях Международного союза конькобежцев в танцах на льду. Пара — вице-чемпионы зимней Универсиады 2015 года, пятикратные чемпионы Испании.
Весной 2016 года встала в пару с бывшим российским фигуристом Кириллом Халявиным, с ним она также чемпионка страны.
По состоянию на 2 июня 2018 года пара занимает 29-е место в рейтинге ИСУ.

## Карьера

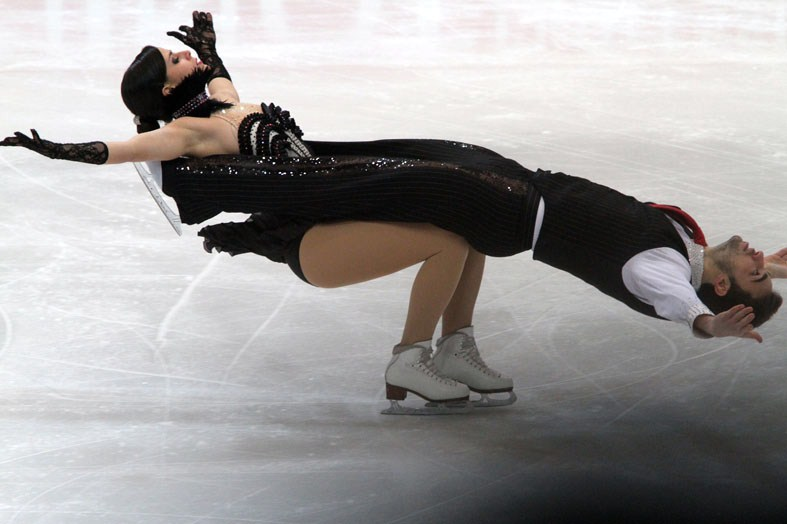
Одна из оригинальных поддержек

Сара встала на коньки в восемь лет, когда мать — Пилар Мартин — записала её в школу фигурного катания Majadahonda La Nevera. Сначала, как и большинство фигуристок, она выступала в качестве одиночницы.

### Выступления с Адрианом Диасом
В 2006 году к ней обратился Адриан Диас и предложил попробовать силы в танцах на льду. Так как до этого момента в Испании не было танцевальной школы фигурного катания, Уртадо и Диасу пришлось ждать два года, пока федерация фигурного катания страны нашла им тренера. Им стал Джон Данн из Великобритании, который переехал в Мадрид в 2008 году.
Пара довольно быстро прогрессировала. Если на чемпионате мира среди юниоров 2009 года (через 9 месяцев после начала занятий с новым тренером) они были лишь 32-ми, то уже в следующем году стали 16-ми, а на чемпионате мира среди юниоров 2011 года вошли в десятку — 9-е место. В сезоне 2010/2011 пара соревновалась одновременно и на юниорском и на «взрослом» уровне. Для этого им пришлось исполнять четыре разных танца (два коротких и два произвольных) в соответствии с различиями в требованиях между юниорскими и взрослыми программами. Они стали 4-ми на зимней Универсиаде в Эрзуруме, завоевали бронзу турнира «Bavarian Open» и выступили ещё на нескольких второстепенных турнирах. В этом же сезоне Уртадо и Диас дебютировали на чемпионате Европы — 15-е место (при этом в квалификации они были 5-ми) и на чемпионате мира, где смогли пройти квалификацию, но не прошли в произвольную программу, оставшись на 23-м месте.
В 2011 году Джон Данн получил интересное предложение о работе на родине, в Великобритании, и пара переехала с ним в Лондон. Однако вскоре испанская федерация нашла им новых тренеров, пара переехала в Монреаль (Канада) для работы с двукратными серебряными призёрами чемпионатов мира 2006 и 2007 годов, Мари-Франс Дюбрей и Патрисом Лозоном.
В конце 2013 года на турнире в Германии пара боролась за право выступать на зимней Олимпиаде в Сочи. В сложнейшей борьбе они сумели пробиться на главные соревнования четырёхлетия, заняв в итоге 13-е место. На чемпионате Европы пара заняла место в десятке, что дало возможность на следующий год заявить две пары на чемпионате Европы.
В после олимпийский сезон испанская танцевальная пара начала в Барри на турнире Autumn Classic International, где они финишировали пятыми. Далее фигуристы впервые завоевала право на два участия в серии Гран-при. И если на канадском этапе пара заняла последнее место, то на французском этапе Гран-при спортсмены остановились в шаге от подиума и превзошли свой спортивный результат в произвольной программе. Однако через две недели на загребском турнире Золотой конёк Загреба 2014 все три достижения испанской пары были вновь улучшены и спортсмены заняли призовое 3-е место. Фурор произвела пара на европейском чемпионате в 2015 году. Они улучшили все свои спортивные достижения и вошли в пятёрку лучших танцевальных пар Старого Света. Однако через неделю пара приняла участие в зимней Универсиаде в Испании. В танцах была сложнейшая борьба между итальянской и испанской парами, минимальным количеством балов победа досталась паре с Аппенин. На чемпионате мира в Шанхае испанская пара сделала очередной шаг к росту своих достижений в чемпионатах мира.
Новый сезон осенью 2015 года для пары начался неудачно. Из-за травмы лодыжки Сары пара снялась с турниров в Финляндии и Франции. В середине октября Сара заявила о завершении спортивной карьеры.

### В паре с Кириллом Халявиным

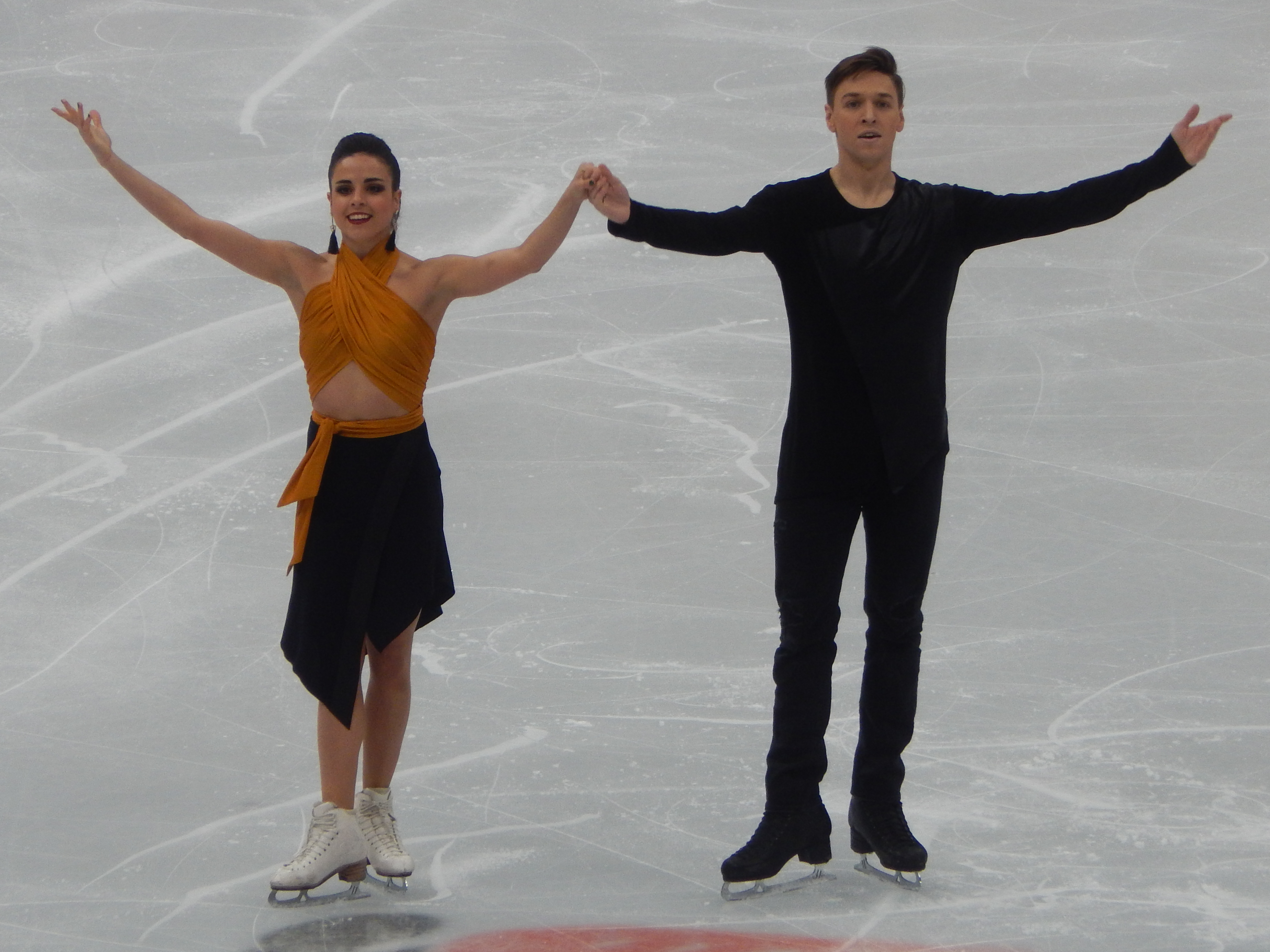
Уртадо и Халявин на чемпионате Европы в Москве

Однако уже весной 2016 года она вновь встала в пару с бывшим российским танцором Кириллом Халявиным и перебралась для тренировок в Москву. Дебютировала новая испанская пара в декабре в Будапеште, где в сложной борьбе фигуристы заняли первое место и квалифицировались на континентальный чемпионат. Через две недели в Вьелье на национальном чемпионате Сара и Кирилл уверенно стали чемпионами. В начале января 2017 года испанская пара выступала в Польше на Кубке Нестле Несквик, фигуристы в сложной борьбе сумели занять второе место и получили техминимум на мировой чемпионат, при этом спортсмены улучшили свои прежние достижения в короткой программе. В конце января испанские спортсмены выступали в Остраве на европейском чемпионате, где они в упорной борьбе заняли место рядом с дюжиной ведущих танцоров континента. На мировой чемпионат испанская федерация отправила другую пару.
Олимпийский сезон испанская пара начала в начале октября в Эспоо, на Трофее Финляндии, где они финишировали в середине десятке. В начале декабря последовало выступление на Золотом коньке Загреба, которое было для пары более удачным; они финишировали рядом с пьедесталом. При этом партнёрша превзошла своё прежнее достижение в коротком танце и немного улучшила сумму. Далее последовал национальный чемпионат, где они в упорной борьбе уступили первое место. Однако на европейский чемпионат федерация приняла решение отправить их. В середине января пара выступила на континентальном чемпионате в Москве, где они вновь сумели финишировать в первой десятке и завоевали для испанцев право на следующий год заявить две пары. Также спортсменам удалось улучшить своё прежнее достижение в сумме. На Олимпийские игры было решено отправить опять эту пару. В середине февраля в Канныне на личном турнире Олимпийских игр испанские танцоры вновь улучшили свои прежние достижения в сумме, а также в произвольном танце и сумели финишировать в дюжине лучших танцоров.
На фоне российского вторжения в Украину, Уртадо переехала в Мадрид из Москвы, где проживала и тренировалась последние пять лет. Вскоре после возвращения в Испанию она завершила соревновательную карьеру. Была инициатором кампании «Sobre Hielo por la Paz», целью которой был сбор средств для помощи украинским беженцам.
В дальнейшем она начала тренерскую керьеру.

## Личная жизнь
Сара Уртадо является студенткой Университета Франсиско де Витория (исп. Universidad Francisco de Vitoria), где изучает журналистику.

## Программы

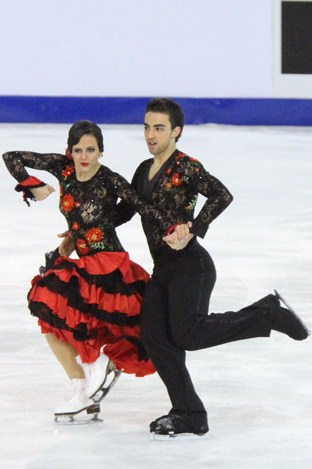
Сара Уртадо и Адрия Диас в 2010 году

(с А.Диасом)
| Сезон     | Короткий/Оригинальный танец                                   | Произвольный танец                                  |
| --------- | ------------------------------------------------------------- | --------------------------------------------------- |
| 2012—2013 | Вальс: Jane’s Waltz Полька: Modern Times                      | Little Wing Pride and Joy Стиви Рэй Вон             |
| 2011—2012 | «Mas Que Nada» и «Magalenha» Сержио Мендес                    | «Тристан и Изольда» Максим Родригес                 |
| 2010—2011 | «Algo Pequenito» Даниель Дихес Ein Wiener Walzer Карл Дженкин | «Be Italian» из фильма «Девять» в исполнении Fergie |
| 2009—2010 |                                                               |                                                     |

## Результаты
| Результаты выступлений с Кириллом Халявиным |       |       |       |       |       |       |
| Соревнования                                | 16/17 | 17/18 | 18/19 | 19/20 | 20/21 | 21/22 |
| Международные                               |       |       |       |       |       |       |
| Олимпийские игры                            |       | 12    |       |       |       |       |
| Чемпионат мира                              |       |       | 12    |       | 11    |       |
| Чемпионат Европы                            | 13    | 8     | 7     | 7     |       | 6     |
| Гран-при Японии                             |       |       |       |       |       | 4     |
| Гран-при Канады                             |       |       |       | 5     |       |       |
| Гран-при Финляндии                          |       |       | 4     |       |       |       |
| Гран-при России                             |       |       | 2     | 3     |       | 4     |
| Minsk-Arena Ice Star                        |       |       |       | 1     |       |       |
| Мемориал Непелы                             |       |       |       | 2     |       |       |
| Lombardia Trophy                            |       |       | 3     |       |       | 3     |
| Finlandia Trophy                            |       | 6     |       |       |       | 5     |
| Золотой конёк Загреба                       |       | 4     |       |       |       |       |
| Open d’Andorra                              |       | 1     |       |       |       |       |
| Santa Claus Cup                             | 1     |       |       |       |       |       |
| Toruń Cup                                   | 2     |       |       |       |       |       |
| Национальные                                |       |       |       |       |       |       |
| Чемпионат Испании                           | 1     | 2     | 1     | 2     |       | 2     |

| Результаты выступлений с Адрианом Диасом |       |       |       |       |       |       |       |       |
| Соревнования                             | 08/09 | 09/10 | 10/11 | 11/12 | 12/13 | 13/14 | 14/15 | 15/16 |
| Международные                            |       |       |       |       |       |       |       |       |
| Олимпийские игры                         |       |       |       |       |       | 13    |       |       |
| Чемпионат мира                           |       |       | 23    | 19    | 19    | 16    | 14    |       |
| Чемпионат Европы                         |       |       | 15    | 16    | 15    | 10    | 5     |       |
| Гран-при Франции                         |       |       |       | 8     |       |       | 4     |       |
| Гран-при Канады                          |       |       |       |       |       |       | 8     |       |
| Универсиада                              |       |       | 4     |       |       | 8     | 2     |       |
| Золотой конёк Загреба                    |       |       | 11    | 8     |       | 5     | 3     |       |
| Autumn Classic                           |       |       |       |       |       |       | 5     |       |
| Toruń Cup                                |       |       |       |       |       | 2     |       |       |
| Кубок Ниццы                              |       |       |       | 3     |       | 2     |       |       |
| Nebelhorn Trophy                         |       |       |       | 7     | 9     | 8     |       |       |
| NRW Trophy                               |       |       |       | 6     |       |       |       |       |
| Bavarian Open                            |       |       | 3     |       |       |       |       |       |
| Международные среди юниоров              |       |       |       |       |       |       |       |       |
| Чемпионат мира                           | 32    | 16    | 9     |       |       |       |       |       |
| Гран-при Германии                        |       |       | 5     |       |       |       |       |       |
| Гран-при Британии                        |       |       | 10    |       |       |       |       |       |
| Гран-при Турции                          |       | 6     |       |       |       |       |       |       |
| Гран-при США                             |       | 10    |       |       |       |       |       |       |
| NRW Trophy                               |       | 6     | 8     |       |       |       |       |       |
| Национальные                             |       |       |       |       |       |       |       |       |
| Чемпионат Испании                        | 1     |       |       | 1     | 1     | 1     | 1     |       |